# Hoko modrozobý
Hoko modrozobý (Crax alberti) je hrabavý pták z čeledi hokovitých, který se endemitně vyskytuje v Kolumbii. Jedná se o nejohroženějšího hokovitého ptáka a jednoho z nejohroženějších ptáků vůbec. Tento kriticky ohrožený druh trpí drastickým úbytkem habitatu a tlakem ze strany lovců. Ve volné přírodě zbývá méně než 1500 jedinců (2018).

## Systematika

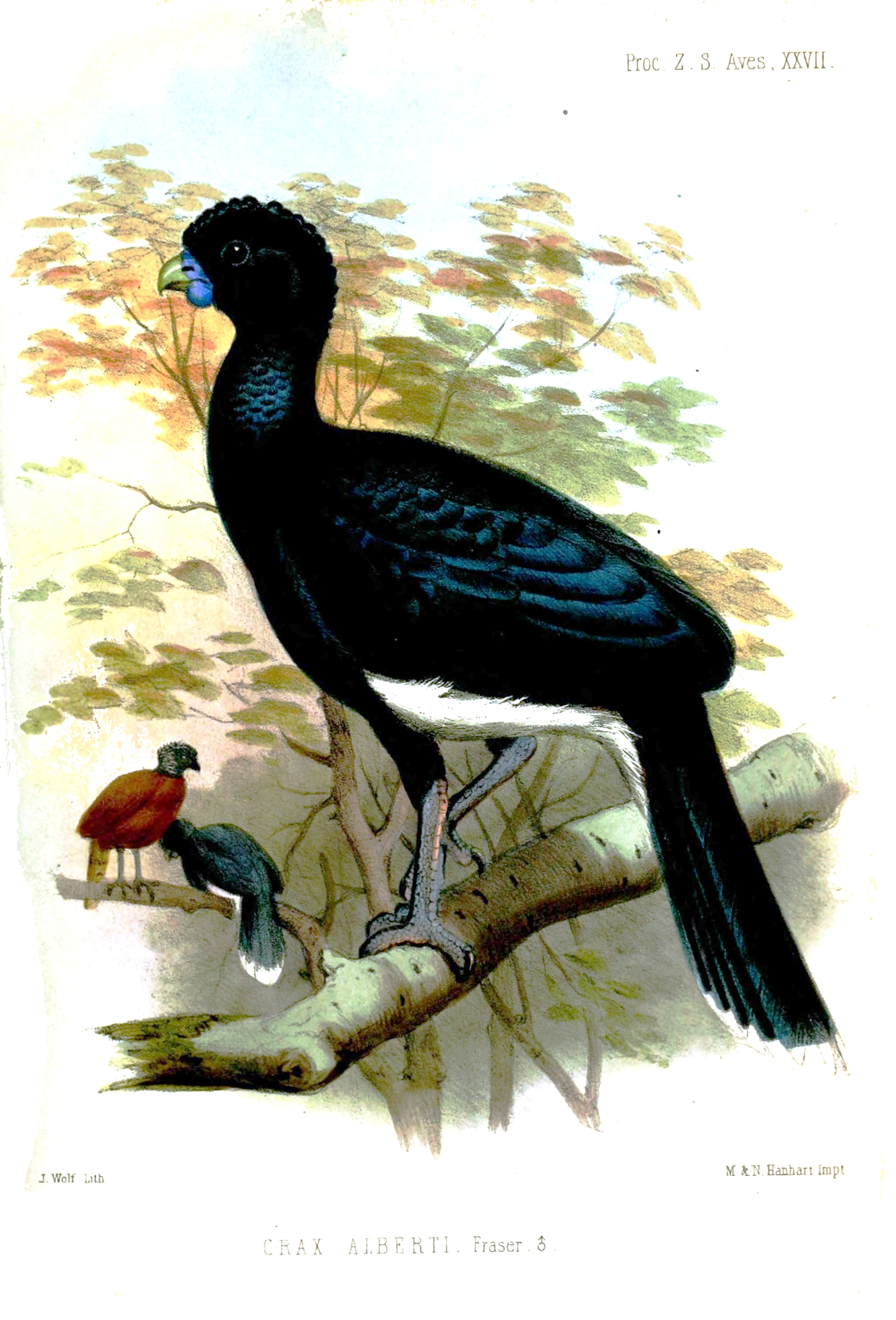
Ilustrace hoka (Joseph Wolf, 1850)

Druh poprvé popsal Louis Fraser v roce 1852. Jedná se o monotypický taxon. Hoko žlutolaločný (Crax daubentoni) byl občas považován za poddruh hoka modrozobého, nicméně genetické studie ukázaly, že se jedná o samostatný druh a sesterský taxon. Hoko modrozobý se řadí do rodu Crax a čeledi hokovití.

## Popis
Hoko modrozobý je 83–93 cm vysoký a váží 3,2–3,6 kg. Opeření samců je převážně černé, pouze podocasní krovky a konec ocasu jsou bílé. Opeření samic je rovněž převážně černé, avšak spodní část jejich břicha a podocasní krovky jsou hnědočervené. Samice mají přes křídla a ocas jemné bílé proužkování. Obě pohlaví mají na hlavě výraznou kudrnatou korunku, která je u samců černá; u samic se černá střídá s bílou. Obě pohlaví mají namodralá ozobí, avšak pouze u samců se vytváří i modré laloky pod zobákem. Jedná se o jediné zástupce hoků s modrým ozobím/lalokem.

## Rozšíření a stanoviště
Vyskytuje se pouze v severní Kolumbii ve dvou geograficky oddělených populacích. Stanoviště druhu tvoří původní tropické pralesy mezi 0–1200 m n. m.

## Biologie
Krmí se pouze na zemi, kde sbírá ovoce, červy, semena, hmyz a výhonky rostlin. Jídelníček si zpestřuje i mršinami a suchozemskými kraby.
Rozmnožuje se v období sucha, k hnízdění dochází mezi prosincem a dubnem. Je patrně monogamní. Staví si mohutné hnízdo z větví a suchých listů ve změti popínavých rostlin. Samice klade typicky 2 bílá vejce s malými hnědými flíčky, které inkubuje po dobu cca 32 dní, zatímco samec je na stráži. Vyklubaná mláďata opouští hnízdo krátce po narození, avšak zůstávají v blízkosti rodičů, kteří se o ně nějaký čas starají, než dojde k jejich osamostatnění. Poprvé se rozmnožuje ve 3 letech.
Samec hoka modrozobého vydává nízkofrekvenční krátký dunivý zvuk, který má za cíl odlákat jiného samce / soka, nalákat samici nebo udržovat kontakt se současnou družku. Jak samec, tak samice vydávají vysoko položený, jemný pisklavý zvuk.

## Status
Mezinárodní svaz ochrany přírody hodnotí hoka modrozobého jako kriticky ohrožený druh. Habitat druhu v posledních desetiletích zaznamenal dramatický úbytek z důvodu těžby dřeva a přeměny pralesa na zemědělskou půdu (mj. k pěstování koky, kávy, kakaa a konopí). Druh čelí i silnému tlaku ze strany lovců a rozvoje zástavby v pralese (nové cesty a vesnice). Místní obyvatelé někdy sbírají i vejce hoků nebo je chytají a chovají jako domácí mazlíčky. Celková populace hoků modrozobých se odhaduje na méně než 1500 jedinců a je na ústupu. Jedná se o nejohroženějšího hokovitého ptáka a jednoho z nejohroženějších ptáků vůbec.
V roce 2004 vznikla ptačí rezervace El Paujíl v Serranía de las Quinchas (department Santander), jejímž cílem je ochrana hoka modrozobého. V rezervaci se nachází významná část populace hoků modrozobých.
Druh je chován v celé řadě zoo (mj. Německo, Portugalsko a USA).